# 安若什 (米尼奥河畔维埃拉)
安若什 (米尼奥河畔维埃拉)是葡萄牙布拉加区的一个堂区。总面积16.44平方公里，总人口415人，人口密度25.2人/平方公里。